# Будівля Донецької обласної державної адміністрації

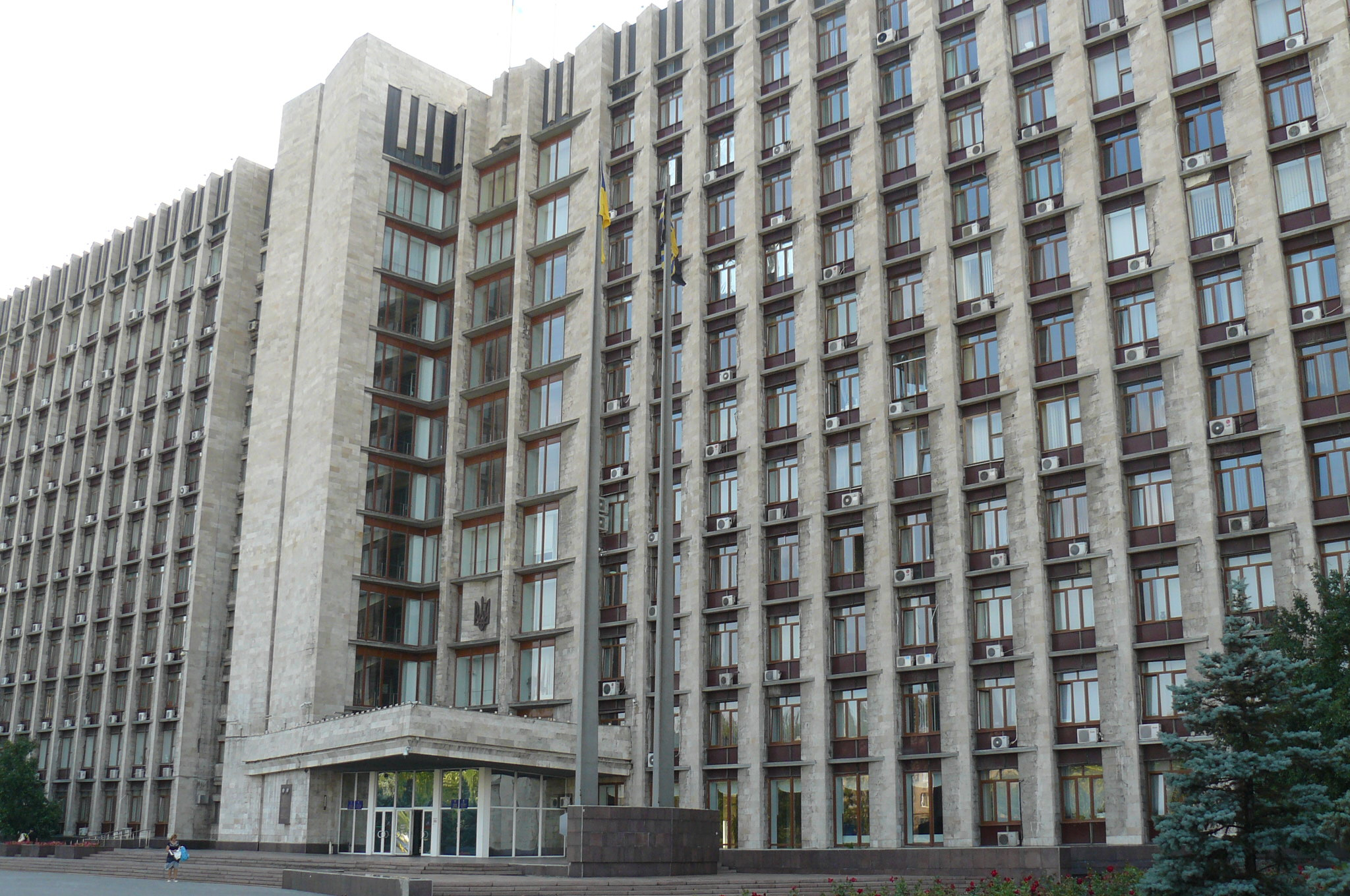
Донецька обласна державна адміністрація, 2012 р.

Будівля Донецької обласної державної адміністрації — будівля головної урядової установи Донецької області, розташованої на сході України. Розташована у Ворошиловському районі, вздовж бульвару Пушкіна. Наразі перебуває під контролем Росії (Донецької народної республіки).

## Протести у 2014
У березні та квітні 2014 року будівля стала місцем проведення низки проросійських протестів. Проросійські протестувальники займали Донецьку ОДА з 1 по 6 березня 2014 року, після чого були прибрані Службою безпеки України. У цей час Павло Губарєв оголосив себе "народним губернатором" області, після чого був заарештований.

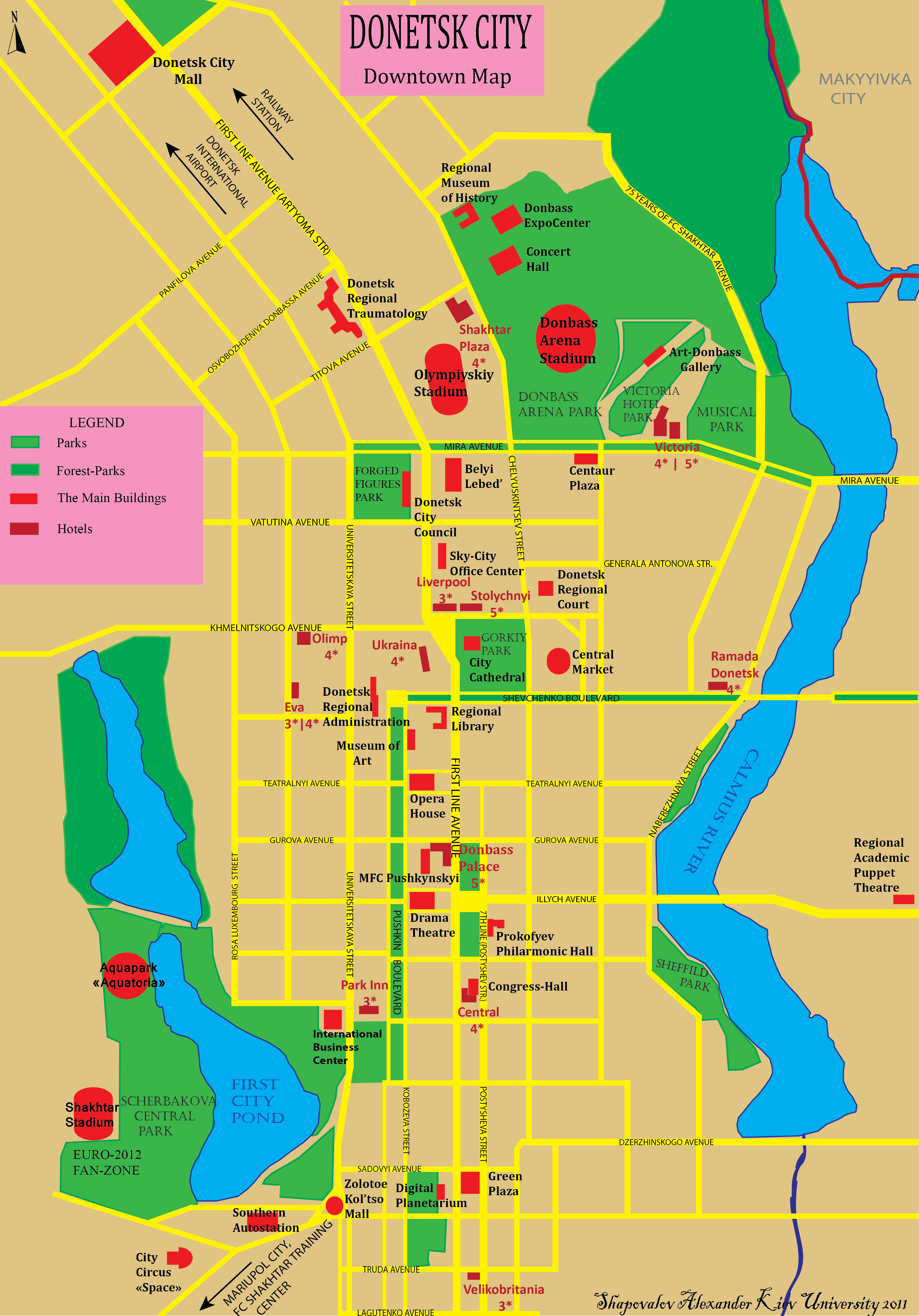
Мапа

6 квітня 2014 року група сепаратистів знову захопила частину будівлі ОДА, а потім оголосила про створення Донецької Народної Республіки.